# Sarubinzy-Kultur

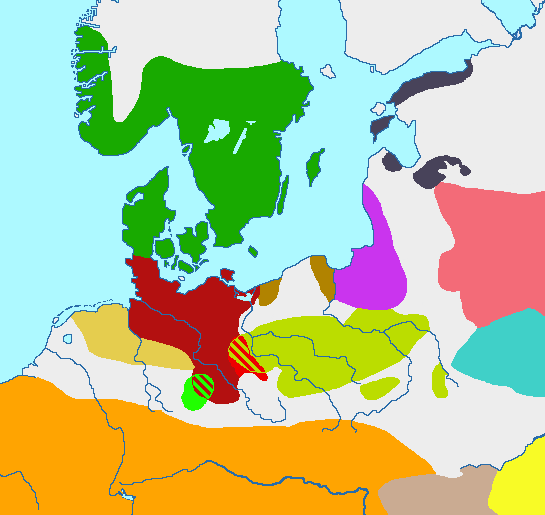
Späte vorrömische Eisenzeit
Sarubinzy-Kultur
Pommerellische Gesichtsurnenkultur
Dnepr-Dwina-Kultur
Poienești-Lukaševka-Kultur
Jastorf-Kultur
La-Tène-Kultur
Westbaltische Hügelgräberkultur
Thraker

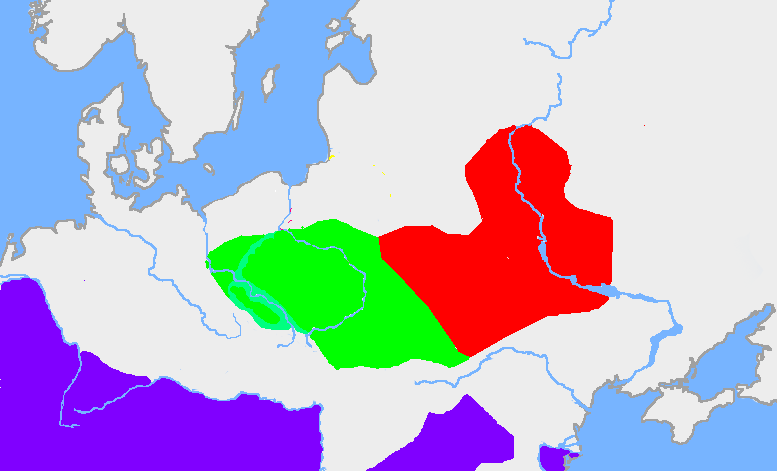
Sarubinzy-Kultur
Przeworsk-Kultur
Römisches Reich

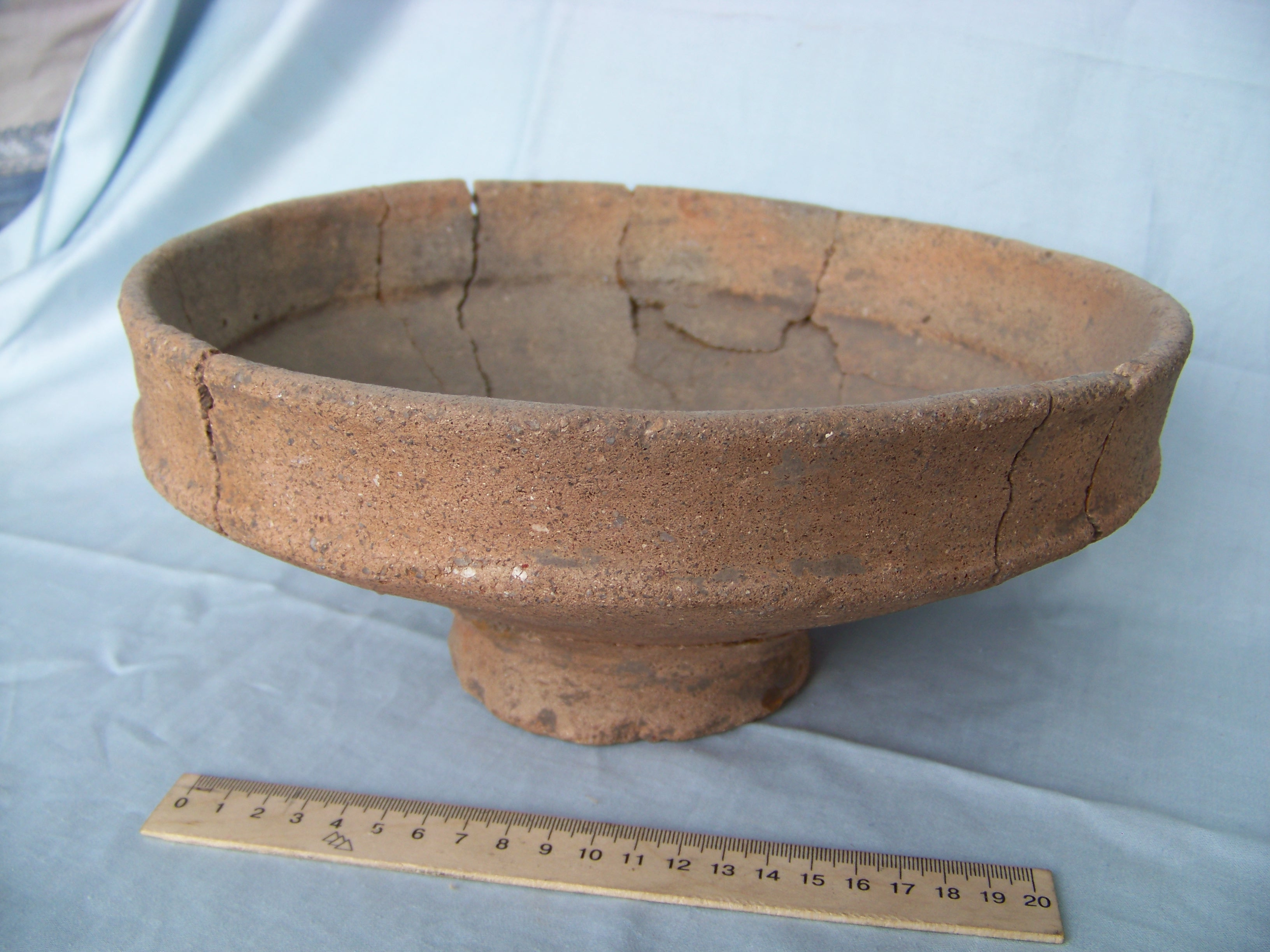
Keramik der Sarubinzy-Kultur

Die Sarubinzy-Kultur (englisch Zarubintsy culture, russisch Зарубинецкая культура) war eine archäologische Kultur der Eisenzeit vom 3. Jahrhundert v. Chr. bis zum 1. Jahrhundert n. Chr. im Gebiet der heutigen Ukraine und von Belarus.

## Verbreitungsgebiet
Das Verbreitungsgebiet lag am mittleren und oberen Dnepr, insbesondere zwischen Desna und Ros und am Prypjat, in kleinerem Maße auch bis zum Südlichen Bug.
Der Name leitet sich her vom ehemaligen Dorf Sarubynzi am Dnepr (heute im Gebiet des Dnepr-Staudamms).
Heute sind ungefähr 500 Fundstellen dieser Kultur bekannt.

## Entstehung
Die Sarubinzy-Kultur entstand aus der Milograd-Kultur unter besonderem Einfluss der skythischen und sarmatischen Kulturen, der Pommerellischen Gesichtsurnen-Kultur und der keltischen Latènekultur.

## Wirtschaft
Sicheln in hoher Anzahl deuten auf die Bedeutung des Ackerbaus. Möglicherweise fand zudem ein Übergang von der „Brandbearbeitung“ (Hacken und Brennen) zur Bearbeitung mit dem Pflug statt.
Rinder, Schweine, Schafe, Ziegen, Pferde und andere Tiere wurden gehalten.
Pelzhandel gab es offensichtlich mit den Städten am Schwarzen Meer.

## Materielle Kultur
Sowohl in der Keramik als auch in Gebrauchsgegenständen wie Waffen sind skythisch-sarmatische Einflüsse deutlich zu erkennen.
Schmuck der La-Tène-Kultur war verbreitet (Fibeln).

## Siedlungen
Die Häuser wurden in die Erde eingetieft und mit Hilfe von Holzpfählen errichtet.
Einige der Siedlungen waren durch Holz-Erde-Wälle umgrenzt.

## Bestattungskultur
In Urnen wurde Leichenbrand in Gräbern bestattet, mit Beigaben von Gebrauchsgegenständen.

## Veränderungen
Seit dem 1. Jahrhundert wurden die bisherigen Siedlungsgebiete in verschiedene Richtungen teilweise verlassen, zum mittleren Dnepr, der Desna, Sewerski Donez und in andere Randgebiete. Grund könnte ein trockeneres Klima gewesen sein. So wurden Siedlungsplätzen auf höher gelegenen kleineren Erhebungen in die Niederungen von eigentlich sumpfigen Gewässern verlegt.
Es kam zu stärkeren Berührungen mit aus dem Don-Gebiet kommenden sarmatischen Gruppen, mit Thrakern und Kelten (La-Tène-Kultur).
Auf Grund der Veränderungen sind Einflüsse der Sarubinzy-Kultur in den Ost-Karpaten, in Podolien und in den Gebieten der baltischen Strichkeramik- und Moschtschiny-Kultur zu erkennen.
Ab dem 3. Jahrhundert wird sie im Osten von der Kiewer Kultur, im Norden von der Strichkeramik-Kultur, im Westen von der germanischen Wielbark-Kultur und im Süden von der gotischen Tschernjachow-Kultur abgelöst.